# Estrique
L'Estrique est une rivière du Sud de la France, dans le département de l'Ariège et un sous-affluent de la Garonne par l'Ariège.

## Géographie
De 16,5 km de longueur, l'Estrique prend sa source sur la commune de Saint-Victor-Rouzaud dans le Ariège et se jette dans l'Ariège en rive gauche sur la commune de Bézac. 

## Département et principales communes traversés
- Ariège : Madière, Saint-Victor-Rouzaud, Escosse, Pamiers, Bézac.

## Principaux affluents
- Ruisseau de Jean-Luzent : 3,9 km
- Le Bigourda : 3,3 km
- Ruisseau des Baynes : 3,1 km
- Ruisseau de l'Estrique de Madière : 6,2 km
- Ruisseau du Bayle : 5,3 km
- Ruisseau de Lafitte : 3,3 km
- Ruisseau d'Herbet : 5,2 km